# Antonio Ascari

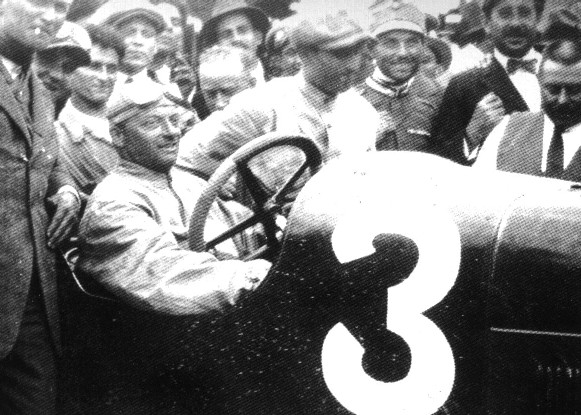
Ascari 1921-ben az Alfa Romeo P2-ben

Antonio Ascari (Bonferrao, 1888. szeptember 15. – Párizs, 1925. július 26.) olasz autóversenyző.
Apja lombardiai búzakereskedő volt. A századfordulón Milánóba költöztek

## Versenyei
1919-ben kezdett versenyezni az olasz bajnokság legfelsőbb osztályában egy átalakított 1914-es Fiattal. Enzo Ferrari-val együtt részt vett az első Targa Florio-n, amit az első világháború után, 1919-ben rendeztek meg. Nem ért célba, mert árokba hajtott. 
A balszerencséje folytatódott 1920-ban és 1921-ben, de 1922-ben stabil negyedik helyen végzett. Egy Alfa Romeo volánja mögött 1923 áprilisában kis híján megnyerte a Targa Florio-t, második lett az Alfás csapattársa, Ugo Sivocci mögött, és májusban a cremona-i versenypályán megszerezte élete első nagydíjgyőzelmét. 1924-ben szintén megnyerte a P2 első versenyét Cremonában, majd a monzai nagydíj következett, ahol ismét nyert. 1925 jó évnek ígérkezett Antonio Ascari számára, az autója felülmúlta a versenytársakét a Circuit de Spa-Francorchamps pályán, ahol megnyerte a legelső belga nagydíjat. 

## Halála
Ascari az 1925-ös francia nagydíjon vesztette életét 36 évesen. A baleset előtt első helyen állt Alfa Romeo P2-es gépével a Párizstól délre, az Autodrome de Linas-Montlhéry pályán tartott versenyen. Egy kislányt és a hétéves fiát, Alberto Ascarit hagyta hátra, aki később a Formula–1 meghatározó alakja lett, de 36 évesen ő is meghalt versenybalesetben. Antonio Ascari a Cimitero Monumentale temetőben nyugszik, Milánóban.